# Edmundo O'Gorman
Edmundo O'Gorman (Ciudad de México; 24 de noviembre de 1906 - 28 de septiembre de 1995) fue un reconocido historiador y filósofo mexicano, representante del revisionismo historiográfico en el surgimiento de la historiografía académica en México durante la primera mitad del siglo XX.
Nacido en Coyoacán, en el sur de la Ciudad de México, fue hijo del ingeniero de minas y pintor irlandés Cecil Crawford O'Gorman y hermano del célebre pintor y arquitecto Juan O'Gorman.
Trabajó como profesor en su alma mater, en la Facultad de Filosofía y Letras de la UNAM y fue innovador en el campo de la historiografía en su país, al aplicar a la disciplina historiográfica ideas procedentes de la tradición raciovitalista de José Ortega y Gasset, así como del pensamiento filosófico de Martin Heidegger. Su obra más reconocida a nivel internacional es La invención de América, obra crítica de la historiografía académica que pone en duda los fundamentos teóricos sobre los que se basa el conocimiento histórico, y en la cual propone que la historiografía construye sus objetos de estudio, por ello, debe verse desde una perspectiva ontológica.
Fue amigo del ilustre filósofo «transterrado» José Gaos, quien fue alumno en España de Ortega.

## Estudios y docencia
Obtuvo su licenciatura en derecho en la Escuela Libre de Derecho, donde se graduó en 1928. Ejerció la abogacía durante años, pero abandonó el foro en beneficio de la academia. Obtuvo su maestría en Filosofía en 1948 y su doctorado en Historia en 1951, en la Facultad de Filosofía y Letras de la Universidad Nacional Autónoma de México.
Entre 1938 y 1952, trabajó en el Archivo General de la Nación, donde afianzó su vocación por la Historia. Fue también profesor de la Facultad de Filosofía y Letras de la UNAM e investigador del Instituto de Investigaciones Históricas de esa misma institución. Ejerció además la docencia en la Universidad Iberoamericana.

## Historiador
Edmundo O'Gorman fue uno de los más importantes revisionistas de su generación. Pese a su gran conocimiento de los acontecimientos del pasado, siempre se negó a reducir a la Historia a un mero recuento de datos y criticó duramente a todo intento de reducir al devenir histórico a leyes. Por tal razón, desde sus primeros trabajos historiográficos, fue crítico de lo que él llamaba la "historiografía positivista" o "historiografía tradicional". Su actitud combativa, que mantuvo a largo de su vida, le valió lo mismo antipatías que simpatías intelectuales. Mantuvo debates públicos con otros historiadores, entre quienes se encuentran Miguel León-Portilla, Lewis Hanke, Marcel Bataillon y Lino Gómez Canedo, entre otros,sin embargo, la más conocida de sus polémicas fue la que mantuvo con Silvio Zavala, quien, a ojos de O'Gorman, era un representante de la tradición documentalista que deshumanizaba a la historia.

## Obras
Entre sus muchas obras se hallan:
- O´Gorman, Edmundo (1937). «Breve historia de las divisiones territoriales».  En Germán Fernández del Castillo, ed. Trabajos jurídicos de homenaje a la Escuela Libre de Derecho en su XXV aniversario. Ciudad de México: Editorial Polis.[5]
- O´Gorman, Edmundo (1942). Fundamentos de la historia de América. Ciudad de México: Universidad Nacional Autónoma de México.[6]
- O´Gorman, Edmundo (1948). Cuadro histórico de las divisiones territoriales de México. Ciudad de México: Secretaría de Educación Pública.
- O´Gorman, Edmundo (1951). La idea del descubrimiento de América: historia de esa interpretación y crítica de sus fundamentos. Ciudad de México: Universidad Nacional Autónoma de México: Centro de Estudios Filosóficos.[7]
- O´Gorman, Edmundo (1958). La invención de América: investigación acerca de la estructura histórica del Nuevo Mundo y del sentido de su devenir. Fondo de Cultura Económica.[8]
- O´Gorman, Edmundo (1960). Seis estudios históricos de tema mexicano. Xalapa: Universidad Veracruzana.
- O´Gorman, Edmundo (1969). La supervivencia política novo-hispana: reflexiones sobre el monarquismo mexicano. Ciudad de México: Fundación Cultural Condumex.
- O´Gorman, Edmundo (1970). La Inquisición en México. Ciudad de México: Secretaría de Educación Pública, Compañía Nacional de Subsistencias Populares.
- O´Gorman, Edmundo (1970). Meditaciones sobre el criollismo. Ciudad de México: Fundación Cultural Condumex.
- O´Gorman, Edmundo (1972). Cuatro historiadores de Indias, siglo XVI. SepSetentas 51. Ciudad de México: Secretaría de Educación Pública.
- O´Gorman, Edmundo (1977). México: el trauma de su historia. Ciudad de México: Universidad Nacional Autónoma de México: Coordinación de Humanidades.
- O´Gorman, Edmundo (1982). La incógnita de la llamada Historia de los indios de la Nueva España, atribuida a Fray Toribio de Motolinía. Ciudad de México: Fondo de Cultura Económica. OCLC 489832184.
- O´Gorman, Edmundo (1986). Destierro de sombras: luz en el origen de la imagen y culto de Nuestra Señora de Guadalupe del Tepeyac. Historia Novohispana. Ciudad de México: Universidad Nacional Autónoma de México. ISBN 9789688378403. OCLC 902555185. Wikidata Q131296861.[9]

En su obra historiográfica se aprecia un trabajo de reflexión e interpretación que vinculaba el pasado con el presente y procuraba resaltar el sentido de los acontecimientos. Admirador de José Ortega y Gasset y alumno y amigo de José Gaos, O'Gorman puede inscribirse en el historicismo mexicano, corriente que, en buena medida, se organizó en torno a sus escritos y docencia para hacer viable una posición sin duda ecléctica, pero a la postre hegeliana. Esto lo convirtió en la figura de mayor autoridad intelectual para una importante Escuela de historiadores latinoamericanos.
También se encargó de los estudios introductorios y las ediciones (hoy consideradas clásicas y entonces raras) de obras de autores como Gonzalo Fernández de Oviedo, Francisco Cervantes de Salazar, José de Acosta, fray Toribio de Benavente, Fernando de Alva Ixtlilxóchitl, Bartolomé de las Casas, Justo Sierra y Servando Teresa de Mier, a quien dedicó varios estudios. Entre otras, su primera traducción del inglés al español (publicada por el FCE) fue del Ensayo sobre el entendimiento humano de John Locke.

## Académico
En 1964, ingresó a la Academia Mexicana de la Historia y fue director desde el 24 de octubre de 1972 hasta su renuncia, el 21 de abril de 1987. Ocupó el sillón 10 de 1964 a 1995.Fue nombrado miembro numerario de la Academia Mexicana de la Lengua, en 1969. El 24 de julio de 1970 tomó posesión de la silla VI. Recibió numerosas condecoraciones, como el Premio Nacional de Letras en 1974;el Premio de Historia Rafael Heliodoro Valle en 1983; y el Premio Universidad Nacional en Humanidades en 1986. En la actualidad, el Premio del Instituto Nacional de Antropología e Historia a las mejores obras en Teoría de la Historia e Historiografía lleva, en su honor, el nombre de "Edmundo O'Gorman".

## Muerte
O'Gorman murió en la Ciudad de México el 28 de septiembre de 1995. El 22 de noviembre de 2012, sus restos fueron trasladados junto con los de otros personajes, a la Rotonda de las Personas Ilustres dentro del Panteón Civil de Dolores en la Ciudad de México, como reconocimiento a su labor académica.